# La Rouge
La Rouge era una comuna francesa situada en el departamento de Orne, de la región de Normandía, que el 1 de enero de 2016 pasó a ser una comuna delegada de la comuna nueva de Val-au-Perche al fusionarse con las comunas de Gémages, Le Theil, L'Hermitière, Mâle y Saint-Agnan-sur-Erre.

## Demografía
| Gráfica de evolución demográfica de La Rouge entre 1800 y 2013 |
|                                                                |

Los datos demográficos contemplados en este gráfico de la comuna de La Rouge se han cogido de 1800 a 1999 de la página francesa EHESS/Cassini, y los demás datos de la página del INSEE.